# Elizabeth Berry
Elizabeth Williams Berry (Melbourne, 21 juni 1854 – Helena, 26 maart 1969), ook wel bekend als Mother Berry, was een Australisch-Amerikaans jockey. Ze werd bekend door haar deelnames aan paardenraces onder de schuilnaam Jack Williams, waar ze tevens verkleed ging als man. Ze nam in die hoedanigheid in totaal 24 jaar lang deel aan paardenraces in Australië, Frankrijk, Italië, Nieuw-Zeeland, Zuid-Afrika, de Verenigde Staten en het Verenigd Koninkrijk.
Daarnaast stond ze bekend om haar hoge leeftijd: ze werd uiteindelijk 114 jaar oud. 

## Biografie

### Australië
Berry werd in de Australische stad Melbourne geboren in een van oorsprong Welsh gezin. Op haar zesde verreed Berry haar eerste paardenrace. Haar vader voorzag in haar scholing en liet tweemaal per week een privéleraar aan huis komen. Op haar tiende won Berry haar eerste paardenrace op de Moonee Valley Racecourse. Vanaf haar dertiende nam ze tijdens races de naam Jack Williams aan. Ze droeg beschermende jockeykleding voor jongens en buiten het parcours tevens een bolhoed. Ook rookte ze sigaren.

### Verenigde Staten
In 1900 verhuisde Berry naar de Verenigde Staten. In eerste instantie nam ze daar deel aan paardenraces in Noord-Californië. In 1903 ontmoette ze in Seattle haar toekomstig echtgenoot J.B. Doc Berry, een dierenarts. Zes weken later, op 21 juni 1903, trouwde het stel. Ergens tussen 1903 en 1911 ontfermde Berry zich in Colorado over een weggelopen jongen. Ze leerde hem paardrijden en -racen en startte een adoptieproces. De adoptie werd uiteindelijk goedgekeurd. Bij de goedkeuring gaf de rechter in kwestie haar de bijnaam Mother, waarna ze bekend kwam te staan als Mother Berry. In 1911 besloot Berry te stoppen met paardenraces om vervolgens paardentrainer te worden.
In 1913 verhuisden Berry en haar echtgenoot naar Helena. In haar vrije tijd nam ze sporadisch deel aan lokale paardenraces op het circuit van Montana. Enkele paarden vernoemde ze naar haar man.
In 1966 werd ze tot erelid van de Capital City Horse Racing Association gekroond. Volgens de krant Independent-Record had Berry naar eigen zeggen tijdens haar hele carrière zo'n 4200 wedstrijden gewonnen. In februari 1969 werd in een artikel over Berry gezegd dat ze waarschijnlijk de enige jockey ooit is geweest die het met succes opnam tegen mannen. Het artikel verscheen enkele dagen voorafgaand aan de eerste paardenrace van Diane Crump, de allereerste vrouw in Amerika die openlijk als vrouw mocht racen.

## Privéleven
Berry's echtgenoot overleed in 1927. Ze bleef in Helena wonen, maar verhuisde naar een woning nabij het wedstrijdparcours. Op 27 april 1937 werd haar huis door brand verwoest. Na de brand verhuisde ze naar een woning nabij de lokale begraafplaats. In 1956 verhuisde ze nog eenmaal, namelijk naar het Stewart Homes-woningcomplex in Helena. Ze bleef tot aan haar honderdste levensjaar zelfstandig wonen. In 1965, op haar 111e verjaardag, werd Berry tot oudste persoon van de staat Montana verklaard. In 1968 werd in Helena een race naar haar vernoemd: The Mother Berry Handicap, een naam die later werd veranderd in The Mother Berry Memorial.
Berry overleed op 26 maart 1969 op 114-jarige leeftijd in haar woning in Helena. Ze werd begraven op begraafplaats Resurrection Cemetery.